# Гергей Тумма
Гергей Тумма (словац. Gergely Tumma, нар. 10 лютого 2000, Ґаланта, Словаччина) — словацький футболіст, центральний захисник клубу «Спартак» (Трнава) та молодіжної збірної Словаччини.

## Клубна кар'єра
Гергей Тумма починав займатися футболом у клубі «Слован» з рідного міста Ґаланта, який грає у Третій лізі словацького чемпіонату. У 2013 році Тумма приєднався до футбольної академії клубу «Спартак» з Трнави. Для набору ігрової практики влітку 2019 року Тумма був відправлений в оренду у клуб Другого дивізіону «Кошице».
За рік футболіст повернувся до «Спартака» і в серпні 2020 року він дебютував у першій команді. А вже в другій грі в основі Гергей Тумма відзначився забитим голом.

## Збірна
12 листопада 2020 року Гергей Тумма зіграв свою першу гру у складі молодіжної збірної Словччини.

## Досягнення
- Володар Кубка Словаччини (1):

Спартак (Трнава): 2021-22